# Natitingou
Natitingou – miasto w północno-zachodnim Beninie. Jest ośrodkiem administracyjnym departamentu Atakora. Położone jest około 450 km na północny zachód od stolicy kraju, Porto-Novo. W spisie ludności z 11 maja 2013 roku liczyło 53 284 mieszkańców.

## Współpraca
Miejscowość partnerska:
- Huy, Belgia